# Освободите Вилли
«Освободи́те Ви́лли» (англ. Free Willy) — семейный фильм. Первый из трех фильмов о мальчике Джесси и косатке по кличке Вилли.

## Сюжет
12-летний сирота и трудный подросток после череды мелких хулиганств и сбегания из приютов, отделений полиции и, сменив несколько приёмных семей, попадает в аквапарк «Акватик». Водные шоу с животными. Там он видит Вилли, кита-косатку, и вскоре просит приёмных родителей разрешить ему остаться там и подрабатывать всё лето, в извинение за порчу имущества владельцев. Проходит время. Кит и мальчик становятся друзьями, понимая друг друга. Но чтобы получить страховку за якобы случайно погибшего кита, владельцы океанариума решают убить трёхтонную косатку, не приносящую дохода. Но их плану не суждено сбыться, ведь на защиту морского гиганта встаёт двенадцатилетний сорванец Джесси.

## Награды
- BMI Film & TV Awards (Бэзил Поледурис за музыку к фильму);
- Environmental Media Awards, США (Игровой фильм);
- Genesis Awards (Игровой фильм);
- Golden Screen, Германия;
- MTV Movie Awards (Майкл Джексон за песню «Will You Be There»);
- Young Artist Awards (Джейсон Джеймс Рихтер)

## Номинации
- MTV Movie Awards (Джейсон Джеймс Рихтер в категории «Прорыв года»);
- MTV Movie Awards (Джейсон Джеймс Рихтер и Кейко в категории «Лучший поцелуй года»)

## Саундтрек
В 1993 году был выпущен альбом, содержащий саундтрек к фильму «Освободите Вилли». Автор музыки — Бэзил Поледурис. В альбом вошли 12 композиций.
| №  | Трек                                                                   | Исполнитель               |
| -- | ---------------------------------------------------------------------- | ------------------------- |
| 1  | Will You Be There                                                      | Майкл Джексон             |
| 2  | Keep On Smilin’                                                        | NKOTB                     |
| 3  | Didn’t Mean To Hurt You                                                | 3T                        |
| 4  | Right Here (Human Nature Remix)                                        | SWV (Sisters With Voices) |
| 5  | How Can You Leave Me Now                                               | Funky Poets               |
| 6  | Main Title                                                             | Бэзил Поледурис           |
| 7  | Connection                                                             | Бэзил Поледурис           |
| 8  | The Gifts                                                              | Бэзил Поледурис           |
| 9  | Friends Montage                                                        | Бэзил Поледурис           |
| 10 | Audition                                                               | Бэзил Поледурис           |
| 11 | Farewell Suite: Jessie Says Goodbye/Let’s Free Willy!/Return To Freedo | Бэзил Поледурис           |
| 12 | Will You Be There (Reprise)                                            | Майкл Джексон             |

После показа трилогии фильмов в США был создан благотворительный фонд «Освободите Вилли Кейко», ведущий кампанию по освобождению диких животных и их переориентации для жизни в дикой природе. Также в конце фильма, во время финальных титров, был показан номер телефона Фонда охраны китов, по которому позвонили миллионы любителей кино, а общая сумма полученных пожертвований составила около 20 млн долларов. Для этого и последующих фильмов про Вилли компания Edge, которая специализируется на механических моделях диких животных в натуральную величину, сделала модель кита-косатки, которая весила 3,5 тонны и так была похожа на настоящего кита, что Кейко, самец косатки, снимавшийся в фильме, пытался с ней общаться.